# Scaphismus
Der Scaphismus, eigentlich Skaphismos, ist eine seit der Antike überlieferte Form der Hinrichtung. Beim Scaphismus wurde das Opfer angeblich mit Ausnahme von Kopf, Händen und Füßen in ein präpariertes, zweischaliges Behältnis eingeschlossen und darin zwangsernährt; den Darstellungen zufolge erfolgte der Tod durch Infektionen, Gewebezerstörung infolge Insektenfraß oder durch körperliche Auszehrung (Durst, Hunger) und Blutverlust und/oder Vergiftung durch Insektenstiche.
Die Bezeichnung leitet sich von altgr. σκάφη, pl. σκάφαι (skáphe, pl. skáphai) ab, das ursprünglich etwas „Ausgehöhltes“ bezeichnet – eine Höhlung, einen hohlen Baumstamm, dann besonders im ionischen Sprachraum, einen muldenförmigen Behälter, Wanne, Becken, Schale, Trog, dann ein Boot (auch heute noch; das verwandte Wort τò σκάφος (tò skáphos) bedeutet „das Graben“, dann Höhlung, Bauch, Bootsrumpf, Boot, Kahn).

## Historische Quellen
Plutarch berichtet in seiner Biographie zum Leben des persischen Königs Artaxerxes II. (4./5. Jh. v. Chr.), dass diese Todesstrafe über einen Perser namens Mithridates verhängt wurde, der von sich behauptet hatte, Kyros, den Bruder des Königs, getötet zu haben. Die Hinrichtung wird von Plutarch folgendermaßen beschrieben:

„Entsprechend befahl er [Artaxerxes] den Mithridates mit der Methode der Boote [Mulden, skaphai] hinzurichten. Die Art dieser Todes- und Bestrafungsform ist wie folgt: Man nimmt zwei Mulden von gleicher Form und Größe, legt in die eine den zu bestrafenden Verbrecher auf den Rücken, dann deckt man sie mit der anderen ab, wobei Kopf, Hände und Füße noch herausschauen, der übrige Körper aber fest eingeschlossen ist. Man bietet dem Delinquenten Speisen an und zwingt ihn gegen den eigenen Willen zu essen, indem man ihm mit scharfem Werkzeug gegen die Augen stößt. Während des Essens wird er mit einer Mischung aus Milch und Honig überzogen, die nicht nur in seinen Mund, sondern auf das ganze Gesicht gegossen wird. Anschließend dreht man sein Gesicht ständig zur Sonne hin, das bald vollständig von einer Unmenge an Fliegen bedeckt wird, die sich dort niederlassen. Innerhalb der Becken verrichtet er seine Notdurft, wie das alle tun müssen, die gegessen und getrunken haben. Ungeziefer und Würmer entstehen aus den verfaulenden Exkrementen, kriechen in seine Körperöffnungen, und so wird sein Körper von innen her aufgefressen. Sobald der Mann offensichtlich tot ist, wird die obere Schale abgenommen, und man sieht das zersetzte Fleisch; Schwärme dieser ekelhaften Kreaturen tun sich daran gütlich und zwar allmählich bis in die Eingeweide hinein. Auf diese Weise verstarb Mithridates, nachdem er siebzehn Tage gelitten hatte.“

In den Annalen (Annales oder Xρονικóν) des im 12. Jahrhundert nach Christus lebenden Zonaras findet man eine ähnliche Beschreibung:

„Die Perser übertreffen alle anderen Barbaren in der entsetzlichen Grausamkeit ihrer Bestrafungen unter Anwendung von Foltern, die besonders schrecklich und langanhaltend sind, nämlich die ‚Boote‘ und das ‚Einnähen in rohe Tierhäute‘. Aber was mit ‚Booten‘ gemeint ist, muß ich nun weniger informierten Lesern erklären. Zwei bootähnliche Schalen [die ‚Boote‘] werden [mit den Öffnungen] aufeinander gelegt und haben eingeschnittene Löcher, so dass des Opfers Kopf, Hände und Füße außerhalb bleiben. In diese Schalen wird der Verurteilte auf dem Rücken liegend platziert, und die Schalen mit Bolzen zusammengefügt. Dann gießt man eine Honig-Milch-Mischung in des Delinquenten Mund bis zu dessen Ohnmachtsgrenze, bedeckt sein Gesicht, Hände, Füße und Arme mit derselben Mischung und lässt ihn so der Sonne ausgesetzt. Das wird jeden Tag wiederholt mit dem Effekt, dass Fliegen, Wespen und Bienen, von der Süße angelockt, auf seinem Gesicht und allen Körperteilen, die aus den Schalen herausragen, sich niederlassen und den unglücklichen Mann furchtbar quälen und stechen. Dazu gibt sein von Milch und Honig geblähter Bauch flüssige Ausscheidungen ab, die dann faulend Mengen an Würmern aller Arten im Gedärm ausbrüten. So liegt das Opfer in den ‚Booten‘, während sein Fleisch in den eigenen Ausscheidungen von Würmern verzehrt wird, und stirbt einen langanhaltenden, fürchterlichen Tod. Mit dieser Strafe soll Parysatis, die Mutter des Artaxerxes II. und des jüngeren Kyros, den Mann, der vorgab, Kyros während des Ringens mit seinem Bruder um die Königswürde erschlagen zu haben [während der Schlacht bei Kunaxa], haben hinrichten lassen; er erduldete die Qualen vierzehn Tage, bevor er starb. So also ist die Art des ‚Scaphismus‘ oder der ‚Bootsfolter‘.“

Plutarch stützte seine Texte auf frühere Autoren wie Xenophon, Dinon oder Ktesias, die im 4. Jahrhundert v. Chr. Persien beschrieben und dort gelebt hatten. Ob es den Scaphismus in Persien, wo auch die Kreuzigung als leidensverlängernde Todesstrafe bekannt war, wirklich gegeben hat, ist allerdings nicht sicher. Griechische Schriftsteller tendierten zu Behauptungen, die ihre Sichtweise der persischen Dynastien als grausamen und dekadenten Herrscherhäusern unterlegten. Die Darstellung der biologischen Vorgänge scheint zudem eher der antiken Theorie der Urzeugung als tatsächlichen Gegebenheiten zu folgen. Das Ungeheuerliche, das sich mit dieser Hinrichtung verband, wird in dem antiken Roman Λούκιος ἢ Ὂνος (Lukios e Onos – Lukios oder Esel) des Pseudo-Lukian, einer Parallelüberlieferung zum Roman Metamorphosen des Apuleius, ins Groteske übersteigert, wo dem zum Esel verwandelten Protagonisten von Räubern angedroht wird, dass sie ihm den Bauch aufschlitzen und darin ein Mädchen bis zum Kopf einnähen, damit es von den Geiern und Würmern aufgefressen werde.
Der Scaphismus – offensichtlich ein morbides Faszinosum und Träger für kulturelle Abgrenzungen – tauchte in den folgenden Jahrhunderten bei verschiedenen Autoren immer wieder auf. Der Spätplatoniker Eunapios von Sardes rezipierte Plutarchs Bericht in seiner Schrift de vitis philosophorum zu Anfang des 5. Jahrhunderts, der byzantinische Weltchronist Johannes Zonaras im 12. Jahrhundert. Weitere Fundstellen sind in lexikalischen Werken des 17. Jahrhunderts, im Traité des instruments de martyre et des divers modes de supplice employés par les paiens contre les chrétiens; tortures et tourments des martyrs chrétiens („Abhandlung über Folterinstrumente und verschiedene Foltermethoden der Heiden gegen die Christen; Folter und Qualen der Märtyrerchristen“) des Antonio Gallonio von 1605 und im Lexicon Universale des Johann Jakob Hofmann von 1698. In Johann Heinrich Zedlers Universal-Lexicon (1732–1754) erscheint der Scaphismus als „abscheuliche und grausame Lebensstraffe bey den Persern“. In diesen Schriften, die unter dem Eindruck der intensivierten Inquisition während der frühen Neuzeit entstanden sind, werden auch Vergleiche mit frühchristlichen Martyrien und Folterstrafen gezogen, wie im Fall des hl. Markus, Bischof von Arethusa in Syrien, den, gefesselt an einen Baum und mit Honig und einem Fischsud übergossen, Wespen und Mosquitos zu Tode stechen sollten. Der Antiquar Coelius Rhodiginus (1469–1525) erwähnte in den Lectiones antiquae eine ähnliche antike Strafe namens Kyphonismos, bei welcher der Verurteilte an einen Schandpfahl gebunden, mit Honig eingerieben und den Insekten ausgesetzt wurde. Der Name rührt von den miteinander verwandten altgriechischen Begriffen für das verwendete Folterinstrument und die daraus resultierende Körperhaltung des Folteropfers her: κύφων (kýphôn) „Nackenholz“ und κυφóς (kyphós) „vornüber gebeugt“ (siehe auch Kyphose).

## Wissenschaftliche Beurteilung
Während die Existenz dieser Hinrichtungsmethode lange Zeit umstritten war, werden die zeitgenössischen Berichte heute von wissenschaftlicher Seite, unter anderem von dem Althistoriker Bruno Jacobs, als seriös beurteilt. Um 1770 wurde eine gleichartige Vorrichtung, der „Dessauer Trog“ oder „Dessauer Foltertrog“, in Deutschland zur Erzwingung von Geständnissen benutzt.